# Чемпіонат світу з легкої атлетики 2001
Чемпіонат світу з легкої атлетики 2001 був проведений 3-12 серпня в Едмонтоні на Стадіон Співдружності.

## Призери

### Чоловіки
| Дисципліна                | Золото                                                                                  | Золото     | Срібло | Срібло         | Бронза                                                                                       | Бронза        |
| ------------------------- | --------------------------------------------------------------------------------------- | ---------- | --- | -------------- | -------------------------------------------------------------------------------------------- | ------------- |
| 100 метрів                | Моріс Грін США                                                                          | 9,82 WL    | Бернард Вільямс США                                                                                       | 9,94 PB        | Ато Болдон Тринідад і Тобаго                                                                 | 9,98          |
| 200 метрів                | Константінос Кентеріс Греція                                                            | 20,04      | Кріс Вільямс Ямайка                                                                                       | 20,20          | Кім Коллінз Сент-Кіттс і НевісШон Кроуфорд США                                               | 20,20 NR20,20 |
| 400 метрів                | Евард Монкер Багамські Острови                                                          | 44,64      | Інго Шульц Німеччина                                                                                      | 44,87          | Грег Хотон Ямайка                                                                            | 44,98         |
| 800 метрів                | Андре Бухер Швейцарія                                                                   | 1.43,70    | Вілфред Бунґеї Кенія                                                                                      | 1.44,55        | Павел Чапевський Польща                                                                      | 1.44,63 PB    |
| 1500 метрів               | Гішам ель Герруж Марокко                                                                | 3.30,68    | Бернард Лагат Кенія                                                                                       | 3.31,10        | Дрісс Маазузі Франція                                                                        | 3.31,54       |
| 5000 метрів               | Річард Лімо Кенія                                                                       | 13.00,77   | Мілліон Вольде Ефіопія                                                                                    | 13.03,47       | Джон Кібовен Кенія                                                                           | 13.05,20      |
| 10000 метрів              | Чарльз Каматі Кенія                                                                     | 27.53,25   | Ассефа Мезґебу Ефіопія                                                                                    | 27.53,97       | Хайле Гебрселассіє Ефіопія                                                                   | 27.54,41      |
| 110 метрів з бар'єрами    | Аллен Джонсон США                                                                       | 13,04 WL   | Аньєр Гарсія Куба                                                                                         | 13,07 SB       | Дадлі Дорівал Гаїті                                                                          | 13,25 NR      |
| 400 метрів з бар'єрами    | Фелікс Санчес Домініканська Республіка                                                  | 47,49 WL   | Фабріціо Морі Італія                                                                                      | 47,54 NR       | Тамесуе Дай Японія                                                                           | 47,89 NR      |
| 3000 метрів з перешкодами | Рубен Косгеї Кенія                                                                      | 8.15,16    | Алі Еззін Марокко                                                                                         | 8.16,21        | Бернард Бармасаї Кенія                                                                       | 8.16,59       |
| 4×100 метрів              | ПАРМорне Нагел Корне дю Плессі Лі-Рой Ньютон Метью Квінн                                | 38,47 NR   | Тринідад і ТобагоМарк Бернз Ато Болдон Джейсі Гарпер Даррел Браун                                         | 38,58 NR       | АвстраліяМетью Ширвінгтон Пол ді Белла Стів Брімакомб Адам Базил                             | 38,83 SB      |
| 4×400 метрів              | Багамські ОстровиЕвард Монкер Кріс Браун Трой Макінтош Тім Маннінгс Карл Олівер (забіг) | 2.58,19 NR | ЯмайкаБрендон Сімпсон Кріс Вільямс Грег Хотон Денні Мак-Фарлейн Майкл Блеквуд (забіг) Маріо Воттс (забіг) | 2.58,39 SB     | ПольщаРафал Верушевський Пйотр Хачек Пйотр Длугосельський Пйотр Рисюкевич Яцек Бочан (забіг) | 2.59,71 SB    |
| Марафон                   | Гезахегне Абера Ефіопія                                                                 | 2:12.42 SB | Саймон Бівотт Кенія                                                                                       | 2:12.43        | Стефано Бальдіні Італія                                                                      | 2:13.18       |
| Ходьба 20 кілометрів      | Роман Рассказов Росія                                                                   | 1:20.31    | Ілля Марков Росія                                                                                         | 1:20.33        | Віктор Бураєв Росія                                                                          | 1:20.36       |
| Ходьба 50 кілометрів      | Роберт Коженьовський Польща                                                             | 3:42.08 WL | Хесус Анхель Гарсія Іспанія                                                                               | 3:43.07 SB     | Едгар Ернандес Мексика                                                                       | 3:46.12 PB    |
| Стрибки у висоту          | Мартін Бусс Німеччина                                                                   | 2,36 WL    | Ярослав Рибаков РосіяВ'ячеслав Воронін Росія                                                              | 2,33 PB2,33 SB | не вручалась                                                                                 |               |
| Стрибки з жердиною        | Дмитро Марков Австралія                                                                 | 6,05 CR    | Олександр Авербух Ізраїль                                                                                 | 5,85           | Нік Гайсонг США                                                                              | 5,85 SB       |
| Стрибки в довжину         | Іван Педросо Куба                                                                       | 8,40       | Саванте Стрінгфеллоу США                                                                                  | 8,24           | Карлуш Каладу Португалія                                                                     | 8,21 SB       |
| Потрійний стрибок         | Джонатан Едвардс Велика Британія                                                        | 17,92 WL   | Християн Ульссон Швеція                                                                                   | 17,47          | Ігор Спасовходський Росія                                                                    | 17,44 PB      |
| Штовхання ядра            | Джон Годіна США                                                                         | 21,87      | Адам Нельсон США                                                                                          | 21,24          | Арсі Гар'ю Фінляндія                                                                         | 20,93 SB      |
| Метання диска             | Ларс Рідель Німеччина                                                                   | 69,72 CR   | Віргіліюс Алекна Литва                                                                                    | 69,40          | Міхаель Мелленбек Німеччина                                                                  | 67,61 PB      |
| Метання молота            | Шимон Зюлковський Польща                                                                | 83,38 CR   | Мурофусі Кодзі Японія                                                                                     | 82,92          | Ілля Коновалов Росія                                                                         | 80,27 SB      |
| Метання списа             | Ян Железний Чехія                                                                       | 92,80 CR   | Акі Парвіайнен Фінляндія                                                                                  | 91,31          | Костас Гаціудіс Греція                                                                       | 89,95         |
| Десятиборство             | Томаш Дворжак Чехія                                                                     | 8902 CR    | Еркі Ноол Естонія                                                                                         | 8815 NR        | Дін Мейсі Велика Британія                                                                    | 8603 PB       |

### Жінки
| Дисципліна             | Золото | Золото     | Срібло                                                           | Срібло     | Бронза                                                                                        | Бронза     |
| ---------------------- | --- | ---------- | ---------------------------------------------------------------- | ---------- | --------------------------------------------------------------------------------------------- | ---------- |
| 100 метрів             | Жанна Пінтусевич Україна                                                                                             | 10,82 WL   | Екатеріні Тану Греція                                            | 10,91 SB   | Чандра Старрап Багамські Острови                                                              | 11,02      |
| 200 метрів             | Деббі Фергюсон-Маккензі Багамські Острови                                                                            | 22,52      | Латаша Дженкінс США                                              | 22,85      | Сайдоні Мазерсілл Кайманові Острови                                                           | 22,88      |
| 400 метрів             | Амі Мбаке Тіам Сенегал                                                                                               | 49,86 NR   | Лоррейн Фентон Ямайка                                            | 49,88 SB   | Ана Гевара Мексика                                                                            | 49,97 SB   |
| 800 метрів             | Марія Мутола Мозамбік                                                                                                | 1.57,17    | Штефані Граф Австрія                                             | 1.57,20 SB | Летиція Врісде Суринам                                                                        | 1.57,35 SB |
| 1500 метрів            | Габріела Сабо Румунія                                                                                                | 4.00,57 SB | Віолета Секелі Румунія                                           | 4.01,70 CR | Наталія Горелова Росія                                                                        | 4.02,40    |
| 5000 метрів            | Ольга Єгорова Росія                                                                                                  | 15.03,39   | Марта Домінгес Іспанія                                           | 15.06,59   | Аєлех Ворку Ефіопія                                                                           | 15.10,17   |
| 10000 метрів           | Дерарту Тулу Ефіопія                                                                                                 | 31.48,81   | Берхане Адере Ефіопія                                            | 31.48,85   | Гете Вамі Ефіопія                                                                             | 31.49,98   |
| 100 метрів з бар'єрами | Анджанетта Кіркленд США                                                                                              | 12,42 WL   | Ґейл Діверс США                                                  | 12,52 SB   | Ольга Шишигіна Казахстан                                                                      | 12,58 SB   |
| 400 метрів з бар'єрами | Неза Бідуан Марокко                                                                                                  | 53,34 WL   | Юлія Печонкіна Росія                                             | 54,27      | Даймі Пернія Куба                                                                             | 54,51      |
| 4×100 метрів           | НімеччинаМелані Пашке Габі Рокмаєр Біргіт Рокмаєр Маріон Вагнер                                                      | 42,32 SB   | ФранціяСільвіан Фелікс Фредерік Бангуе Мюріель Юртіс Одіа Сідібе | 42,39 SB   | ЯмайкаДжульєтт Кемпбелл Мерлін Фрейзер Беверлі Мак-Дональд Астія Волкер Елва Гулборн (забіг)  | 42,40 SB   |
| 4×400 метрів           | ЯмайкаСенді Річардс Кетрін Скотт-Помалес Деббі-Енн Перріс Лоррейн Фентон Мішель Бургер (забіг) Деон Геммінгс (забіг) | 3.20,65 WL | НімеччинаФлоранс Екпо-Умо Шанта Гош Клаудія Маркс Гріт Броєр     | 3.21,97 SB | РосіяІрина Росіхіна Юлія Печонкіна Анастасія Капачинська Олеся Зикіна Наталія Шевцова (забіг) | 3.24,92    |
| Марафон                | Лідія Шимон Румунія                                                                                                  | 2:26.01    | Тоса Рейко Японія                                                | 2:26.06    | Світлана Захарова Росія                                                                       | 2:26.18    |
| Ходьба 20 кілометрів   | Олімпіада Іванова Росія                                                                                              | 1:27.48 CR | Валентина Цибульська Білорусь                                    | 1:28.49 PB | Елізабетта Перроне Італія                                                                     | 1:28.56    |
| Стрибки у висоту       | Гестрі Клуте ПАР | 2,00 SB    | Інга Бабакова Україна                                            | 2,00       | Кайса Бергквіст Швеція                                                                        | 1,97       |
| Стрибки з жердиною     | Стейсі Драгіла США                                                                                                   | 4,75 CR    | Светлана Феофанова Росія                                         | 4,75 CR    | Моніка Пирек Польща                                                                           | 4,55       |
| Стрибки в довжину      | Фіона Мей Італія | 7,02       | Тетяна Котова Росія                                              | 7,01       | Ньюрка Монтальво Іспанія                                                                      | 6,88       |
| Потрійний стрибок      | Тетяна Лебедєва Росія                                                                                                | 15,25 WL   | Франсуаз Мбанґо-Етон Камерун                                     | 14,60      | Тереза Марінова Болгарія                                                                      | 14,58      |
| Штовхання ядра         | Яніна Корольчик Білорусь                                                                                             | 20,61 NR   | Надін Кляйнерт Німеччина                                         | 19,86 PB   | Віта Павлиш Україна                                                                           | 19,41      |
| Метання диска          | Елліна Звєрєва Білорусь                                                                                              | 67,10      | Ніколета Грасу Румунія                                           | 66,24      | Анастасія Келесіду Греція                                                                     | 65,50 SB   |
| Метання молота         | Їпсі Морено Куба | 70,65 AR   | Ольга Кузенкова Росія                                            | 70,61      | Бронвін Іглс Австралія                                                                        | 68,87      |
| Метання списа          | Ослейдіс Менендес Куба                                                                                               | 69,53 CR   | Мірела Маніяні Греція                                            | 65,78      | Соня Біссет Куба                                                                              | 64,69      |
| Семиборство            | Олена Прохорова Росія                                                                                                | 6694 SB    | Наталія Сазанович Білорусь                                       | 6539 SB    | Шелія Баррелл США                                                                             | 6472 PB    |

## Медальний залік
| Місце               | Країна                   | Золото | Срібло | Бронза | Загалом |
| ------------------- | ------------------------ | ------ | ------ | ------ | ------- |
| 1                   | Росія                    | 5      | 7      | 6      | 18      |
| 2                   | США                      | 5      | 5      | 3      | 13      |
| 3                   | Кенія                    | 3      | 3      | 2      | 8       |
| 4                   | Німеччина                | 3      | 3      | 1      | 7       |
| 5                   | Куба                     | 3      | 1      | 2      | 6       |
| 6                   | Багамські Острови        | 3      | 0      | 1      | 4       |
| 7                   | Ефіопія                  | 2      | 3      | 3      | 8       |
| 8                   | Білорусь                 | 2      | 2      | 0      | 4       |
| 8                   | Румунія                  | 2      | 2      | 0      | 4       |
| 10                  | Марокко                  | 2      | 1      | 0      | 3       |
| 11                  | Польща                   | 2      | 0      | 3      | 5       |
| 12                  | Південна Африка          | 2      | 0      | 0      | 2       |
| 12                  | Чехія                    | 2      | 0      | 0      | 2       |
| 14                  | Ямайка                   | 1      | 3      | 2      | 6       |
| 15                  | Греція                   | 1      | 2      | 2      | 5       |
| 16                  | Італія                   | 1      | 1      | 2      | 4       |
| 17                  | Україна                  | 1      | 1      | 1      | 3       |
| 18                  | Австралія                | 1      | 0      | 2      | 3       |
| 19                  | Велика Британія          | 1      | 0      | 1      | 2       |
| 20                  | Домініканська Республіка | 1      | 0      | 0      | 1       |
| 20                  | Мозамбік                 | 1      | 0      | 0      | 1       |
| 20                  | Сенегал                  | 1      | 0      | 0      | 1       |
| 20                  | Швейцарія                | 1      | 0      | 0      | 1       |
| 24                  | Іспанія                  | 0      | 2      | 1      | 3       |
| 24                  | Японія                   | 0      | 2      | 1      | 3       |
| 26                  | Тринідад і Тобаго        | 0      | 1      | 1      | 2       |
| 26                  | Франція                  | 0      | 1      | 1      | 2       |
| 26                  | Фінляндія                | 0      | 1      | 1      | 2       |
| 26                  | Швеція                   | 0      | 1      | 1      | 2       |
| 30                  | Литва                    | 0      | 1      | 0      | 1       |
| 30                  | Ізраїль                  | 0      | 1      | 0      | 1       |
| 30                  | Австрія                  | 0      | 1      | 0      | 1       |
| 30                  | Естонія                  | 0      | 1      | 0      | 1       |
| 30                  | Камерун                  | 0      | 1      | 0      | 1       |
| 35                  | Мексика                  | 0      | 0      | 2      | 2       |
| 36                  | Гаїті                    | 0      | 0      | 1      | 1       |
| 36                  | Сент-Кіттс і Невіс       | 0      | 0      | 1      | 1       |
| 36                  | Болгарія                 | 0      | 0      | 1      | 1       |
| 36                  | Казахстан                | 0      | 0      | 1      | 1       |
| 36                  | Кайманові Острови        | 0      | 0      | 1      | 1       |
| 36                  | Португалія               | 0      | 0      | 1      | 1       |
| 36                  | Суринам                  | 0      | 0      | 1      | 1       |
| Загалом (42 збірні) | Загалом (42 збірні)      | 46     | 47     | 46     | 139     |